# Кайсара-ду-Норти
Кайсара-ду-Норти (порт. Caiçara do Norte) — муниципалитет в Бразилии, входит в штат Риу-Гранди-ду-Норти. Составная часть мезорегиона Центр штата Риу-Гранди-ду-Норти. Входит в экономико-статистический микрорегион Макау. Население составляет 5898 человек на 2006 год. Занимает площадь 189,495 км². Плотность населения — 31,1 чел./км².
Праздник города — 16 июля.

## История
Город основан в 1993 году.

## Статистика
- Валовой внутренний продукт на 2003 год составляет 11 514 403,00 реалов (данные: Бразильский институт географии и статистики).
- Валовой внутренний продукт на душу населения на 2003 год составляет 1960,90 реалов (данные: Бразильский институт географии и статистики).
- Индекс развития человеческого потенциала на 2000 год составляет 0,631 (данные: Программа развития ООН).